# Playa Lagun
Playa Lagun is een strand in Bandabou, Curaçao. Het ligt in het noordwesten van het eiland, in de buurt van de plaats Lagun. Het strand bevindt zich in een kleine baai. Rondom zijn appartementen gebouwd. Op deze plaats kan men snorkelen en duiken. Er is een snackbar die in het weekend geopend is en boven het strand is een hotel-restaurant.

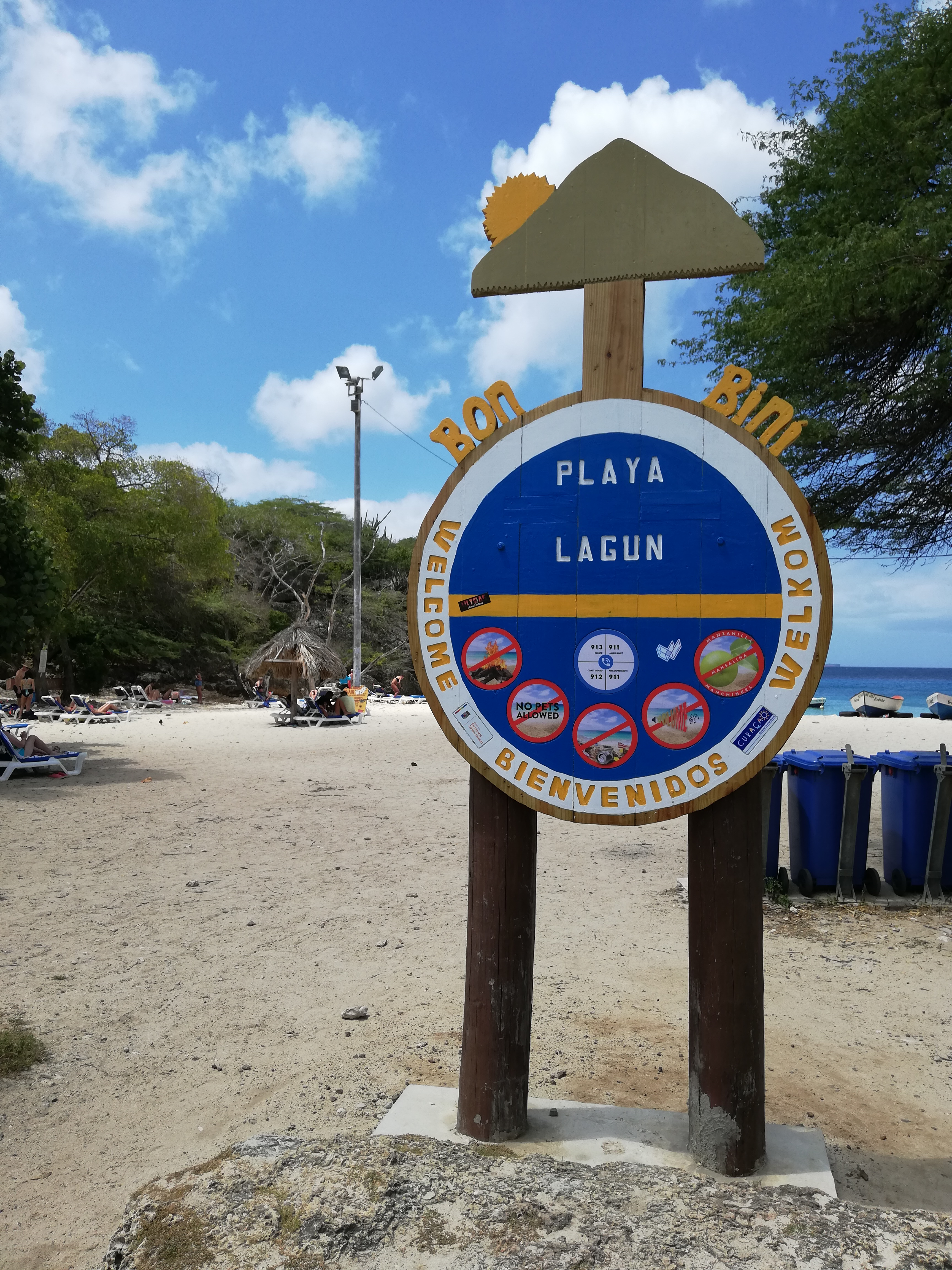
Welkomsbord
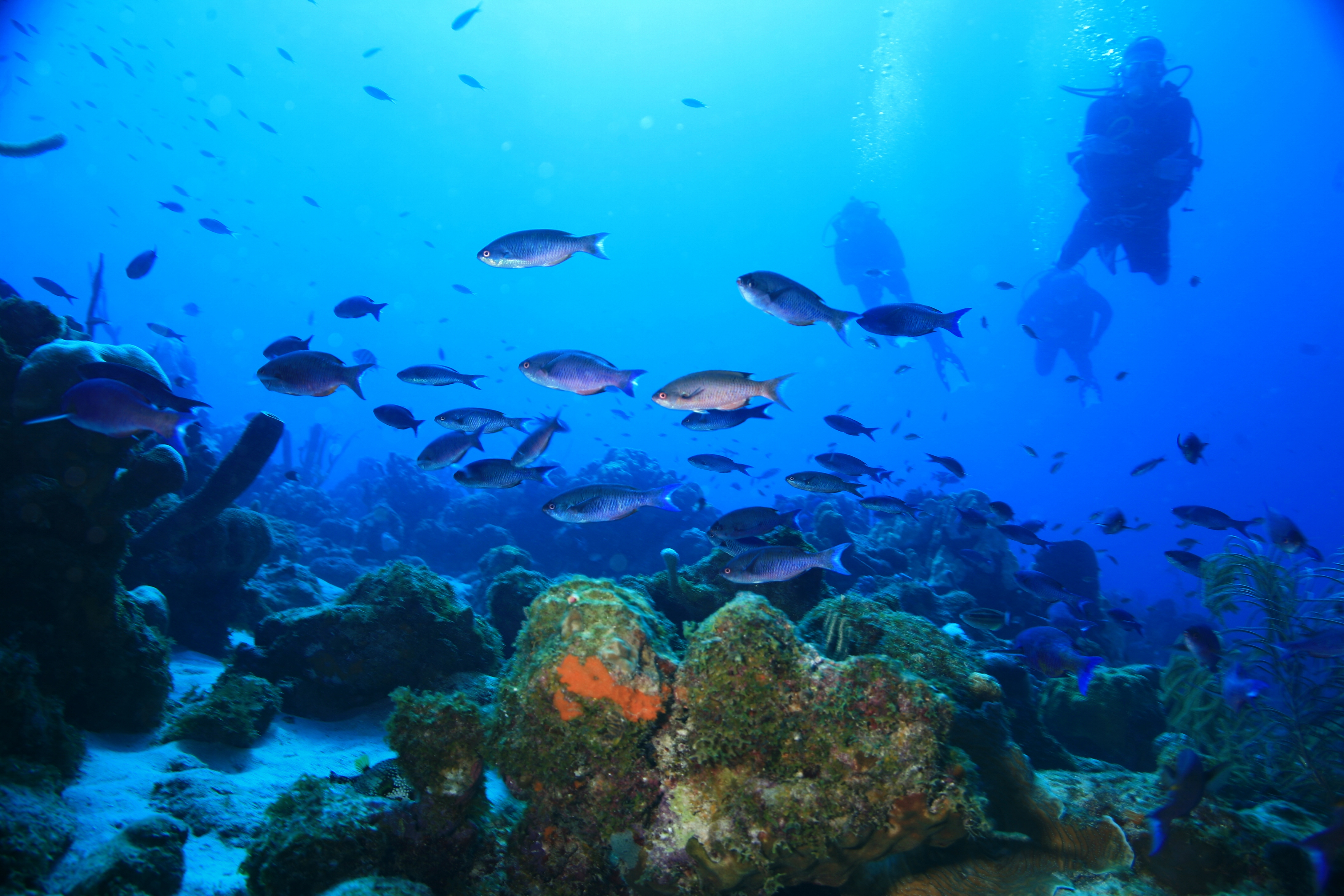
Onderwaterleven
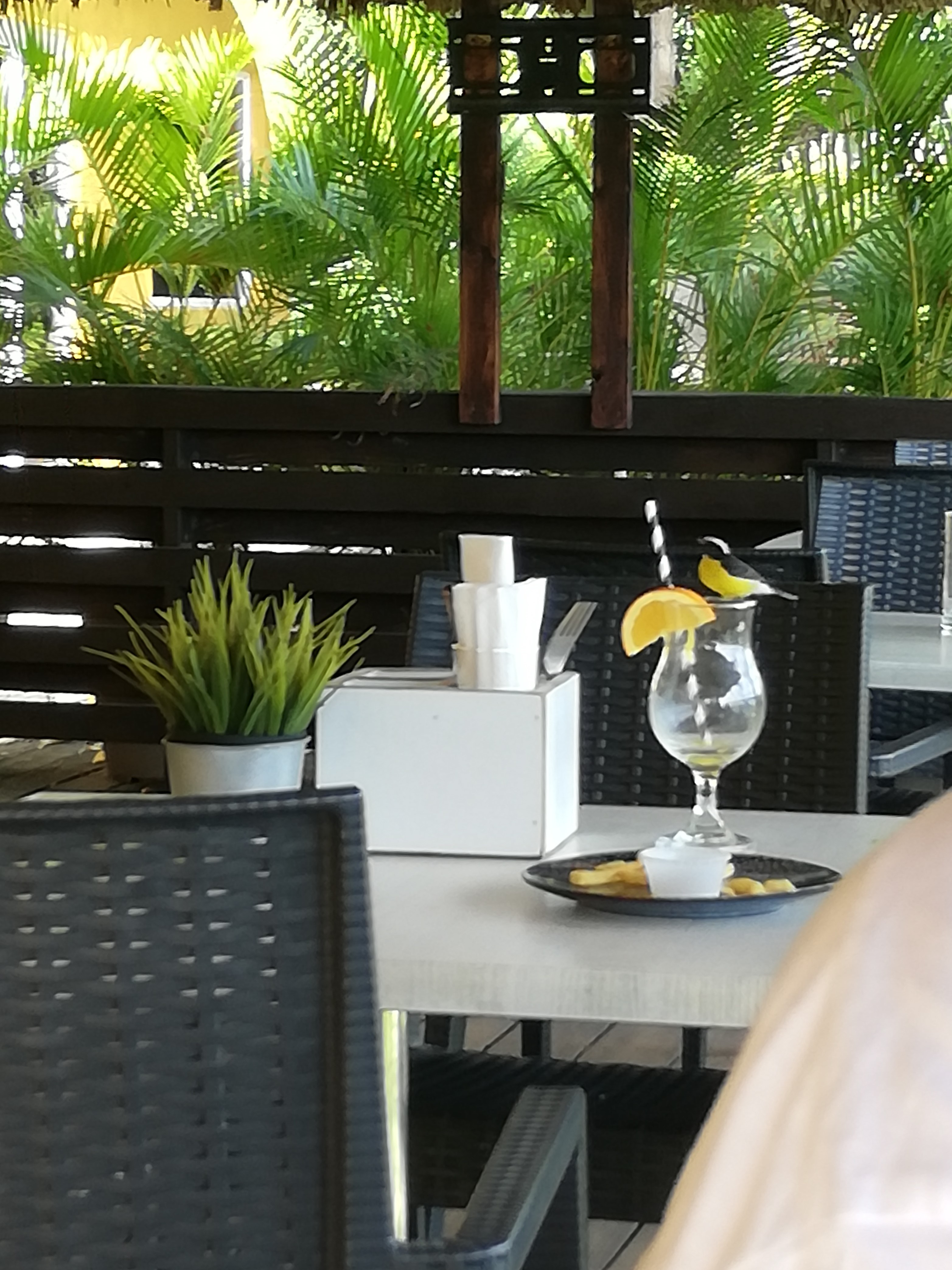
Suikerdiefje op een restauranttafel

Baya Beach · Blauwbaai · Daaibooi · Grote Knip · Jan Thielbaai* · Kleine Knip · Kokomo Beach · Playa Cas Abao* · Playa Fòrti · Playa Gipy · Playa Jeremi · Playa Kalki · Playa Kanoa · Playa Lagun · Playa Porto Marie · Playa Santa Cruz · Santa Barbara Beach* · Seaquarium Beach*

* privéstranden